# Kalanchoe viguieri
Kalanchoe viguieri ist eine Pflanzenart der Gattung Kalanchoe in der Familie der Dickblattgewächse (Crassulaceae).

## Beschreibung

### Vegetative Merkmale
Kalanchoe viguieri ist eine ausdauernde Pflanze, die Wuchshöhen von 1 bis 2 Meter erreicht. Ihre einfachen oder wenig verzweigten, glatten, bewachsten Triebe sind aufrecht. Junge Triebe sind mit einem Filz aus weißlichen, sternförmigen Haaren bedeckt und verkahlen schnell. Ältere Triebe besitzen eine harzige Rinde. Die dicken, fleischigen Laubblätter sind gestielt. Junge Blätter sind filzig wie die Triebe. Der Blattstiel ist 3 bis 12 Millimeter lang. Ihre eiförmige bis kreisrunde Blattspreite ist 1,5 bis 4,5 Zentimeter lang und 0,5 bis 3,5 Zentimeter breit. Ihre Spitze ist stumpf, die Basis gerundet. Der Blattrand ist ganzrandig oder fast ganzrandig.

### Generative Merkmale
Der bogige Blütenstand besteht aus wenigblütigen, traubigen Rispen. Er ist 4 bis 9 Zentimeter lang und 2 bis 8 Zentimeter breit. Der Blütenstandsstiel ist flaumhaarig. Die hängenden, durch sternförmige Haare vollständig filzigen Blüten befinden sich an 8 bis 13 Millimeter langen Blütenstielen. Der Kelch ist grün bis orangefarben, die Kelchröhre 1 bis 3 Millimeter lang. Die eiförmigen bis dreieckigen Kelchzipfel weisen eine Länge von 5 bis 8 Millimeter auf und sind 5 bis 6,8 Millimeter breit. Die glockenförmige Blütenkrone ist rosa- bis orangefarben. Die Kronröhre ist 15 bis 25 Millimeter lang. Ihre dreieckigen bis länglichen, dornenspitzigen Kronzipfel weisen eine Länge von 6 bis 8 Millimeter auf und sind ebenso breit. Die Staubblätter sind unterhalb der Mitte der Kronröhre angeheftet und ragen leicht aus der Blüte heraus. Die eiförmigen Staubbeutel sind 1,7 bis 1,9 Millimeter lang. Die gerundeten Nektarschüppchen weisen eine Länge von 0,9 bis 1,2 Millimeter auf und sind 1,5 bis 2 Millimeter breit. Das eiförmige  Fruchtblatt weist eine Länge von 8 bis 11 Millimeter auf. Der Griffel ist 10 bis 16 Millimeter lang.

## Systematik und Verbreitung
Kalanchoe viguieri ist im Südwesten von Madagaskar im Trockenbusch auf Kalk verbreitet.
Die Erstbeschreibung durch Raymond-Hamet und Henri Perrier de La Bâthie wurde 1914 veröffentlicht.

## Nachweise